# Bardsragujn chumb 2016-2017
Il Bardsragujn chumb 2016-2017 è stata la 25ª edizione della massima serie del campionato armeno di calcio. La stagione è iniziata il 6 agosto 2016 e si è conclusa il 31 maggio 2017. L'Alaškert ha vinto il campionato per la seconda volta consecutiva.

## Stagione

### Novità
Poiché tutte le squadre partecipanti alla seconda serie sono squadre riserve delle partecipanti alla massima serie, non ci sono state promozioni né retrocessioni. L'Ulisses era stato escluso nel corso dell'edizione 2015-2016. Prima dell'inizio del campionato il Mika ha annunciato il ritiro dal campionato armeno.

### Formula
Le sei squadre partecipanti disputano un triplo girone all'italiana con partite di andata e ritorno per un totale di 30 giornate. La squadra prima classificata è dichiarata campione d'Armenia ed è ammessa al primo turno preliminare della UEFA Champions League 2017-2018. La seconda e la terza classificata vengono ammesse al primo turno preliminare della UEFA Europa League 2017-2018. Se la squadra vincitrice della coppa nazionale, ammessa al primo turno preliminare della UEFA Europa League 2017-2018, si classifica al secondo o terzo posto, l'accesso al primo turno di Europa League va a scalare. L'ultima classificata retrocede in Aradżin Chumb.

## Squadre partecipanti
| Club     | Città  | Stadio                              | Stagione 2015-2016            |
| -------- | ------ | ----------------------------------- | ----------------------------- |
| Alaškert | Erevan | Stadio Alashkert                    | Campione d'Armenia            |
| Ararat   | Erevan | Stadio Repubblicano Vazgen Sargsyan | 5º posto in Bardsragujn chumb |
| Banants  | Erevan | Stadio Banants                      | 6º posto in Bardsragujn chumb |
| Ganjasar | Kapan  | Stadio Ganjasar                     | 4º posto in Bardsragujn chumb |
| P'yownik | Erevan | FFA Academy Stadium                 | 3º posto in Bardsragujn chumb |
| Širak    | Gyumri | Stadio comunale di Gyumri           | 2º posto in Bardsragujn chumb |

## Classifica finale
|  | Pos. | Squadra  | Pt | G  | V  | N | P  | GF | GS | DR  |
|  | ---- | -------- | -- | -- | -- | - | -- | -- | -- | --- |
|  | 1.   | Alaškert | 64 | 30 | 19 | 7 | 4  | 59 | 26 | +33 |
|  | 2.   | Ganjasar | 57 | 30 | 17 | 6 | 7  | 38 | 24 | +14 |
|  | 3.   | Širak    | 53 | 30 | 16 | 5 | 9  | 31 | 24 | +7  |
|  | 4.   | P'yownik | 45 | 30 | 12 | 9 | 9  | 35 | 27 | +8  |
|  | 5.   | Banants  | 21 | 30 | 5  | 6 | 19 | 18 | 44 | -26 |
|  | 6.   | Ararat   | 12 | 30 | 3  | 3 | 24 | 17 | 53 | -36 |

Legenda:
      Campione d'Armenia e ammessa alla UEFA Champions League 2017-2018
      Ammesse alla UEFA Europa League 2017-2018
      Retrocessa in Aradżin Chumb
Note:
Tre punti a vittoria, uno a pareggio, zero a sconfitta.

## Risultati

### Partite (1-10)
|          | Ala  | Ara  | Ban  | Gan  | Pyo  | Šir  |
| -------- | ---- | ---- | ---- | ---- | ---- | ---- |
| Alaškert | –––– | 1-3  | 3-0  | 0-0  | 0-0  | 1-1  |
| Ararat   | 1-2  | –––– | 0-2  | 0-2  | 0-0  | 0-1  |
| Banants  | 0-3  | 1-0  | –––– | 4-1  | 0-1  | 0-1  |
| Ganjasar | 0-2  | 2-0  | 4-0  | –––– | 1-0  | 0-1  |
| P'yownik | 1-2  | 4-0  | 2-1  | 3-0  | –––– | 0-0  |
| Širak    | 2-2  | 1-0  | 0-1  | 1-0  | 3-1  | –––– |

### Partite (11-20)
|          | Ala  | Ara  | Ban  | Gan  | Pyo  | Šir  |
| -------- | ---- | ---- | ---- | ---- | ---- | ---- |
| Alaškert | –––– | 4-1  | 4-1  | 0-4  | 0-0  | 3-0  |
| Ararat   | 0-3  | –––– | 1-1  | 0-1  | 1-2  | 0-1  |
| Banants  | 1-2  | 0-0  | –––– | 1-1  | 0-3  | 1-2  |
| Ganjasar | 1-2  | 1-0  | 1-0  | –––– | 2-0  | 1-0  |
| P'yownik | 2-1  | 3-0  | 1-1  | 0-0  | –––– | 0-2  |
| Širak    | 0-0  | 2-0  | 1-0  | 1-2  | 0-1  | –––– |

### Partite (21-30)
|          | Ala  | Ara  | Ban  | Gan  | Pyo  | Šir  |
| -------- | ---- | ---- | ---- | ---- | ---- | ---- |
| Alaškert | –––– | 3-1  | 2-0  | 1-2  | 3-3  | 3-1  |
| Ararat   | 1-4  | –––– | 1-0  | 1-2  | 1-0  | 2-3  |
| Banants  | 0-3  | 2-1  | –––– | 0-0  | 0-2  | 0-1  |
| Ganjasar | 0-1  | 2-1  | 2-1  | –––– | 1-1  | 3-2  |
| P'yownik | 0-3  | 2-1  | 0-0  | 1-2  | –––– | 0-2  |
| Širak    | 0-1  | 1-0  | 1-0  | 0-0  | 0-2  | –––– |

## Statistiche

### Classifica marcatori
| Gol |  |  | Giocatore          | Squadra  |
| --- |  |  | ------------------ | -------- |
| 13  |  |  | Artak Edigaryan    | Alaškert |
| 13  |  |  | Mihran Manasyan    | Alaškert |
| 12  |  |  | Gegham Harutyunyan | Ganjasar |
| 8   |  |  | Viulen Ayvazyan    | Širak    |
| 8   |  |  | Claudir            | Ganjasar |
| 6   |  |  | Artak Dašyan       | Alaškert |
| 6   |  |  | Vardan Poġosyan    | P'yownik |